# Begonia heterochroma
Begonia heterochroma là một loài thực vật có hoa trong họ Thu hải đường. Loài này được Sosef mô tả khoa học đầu tiên năm 1991 publ. 1992.